# SCABB
SCABB Festival (Skate Contest and Beatbox Battle) – festiwal muzyczny organizowany przez turkowskie stowarzyszenie „Przystań” o charakterze cyklicznym, obejmujący szeroko rozumianą kulturę hip-hopową. Pierwsza edycja odbyła się w sierpniu 2005.
Podczas festiwalu SCABB przez dwa tygodnie, mieszkańcy Turku oraz przybyli goście mogą brać udział w warsztatach tańca współczesnego, graffiti & street artu, beatboxu oraz skateboardingu. Dotychczas warsztaty prowadziły między innymi takie sławy kultury ulicznej jak Blady Kris – finalista programu Mam talent!, Anetta Wojtuch – choreograf tańca współczesnego oraz tancerz Lipskee. Dyrektorem festiwalu jest Jacek Sulkowski.

## Murale

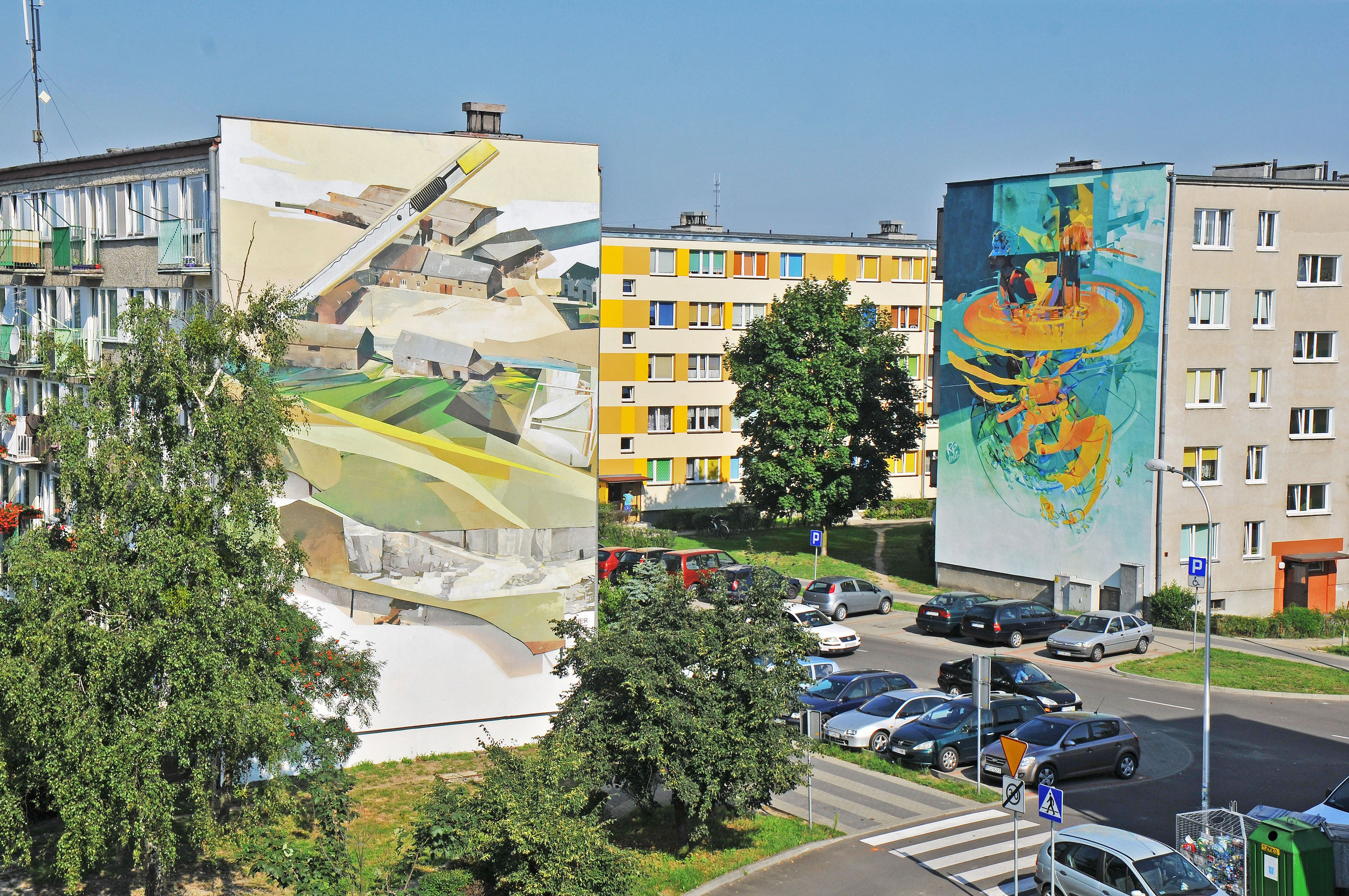
Widok na dwa murale w galerii obrazów wielkoformatowych w mieście Turek

Podczas festiwalu SCABB powstały trzy murale wykonane przez artystów z całej Polski. Pierwszy mural powstał w 2010 roku na terenie Ośrodka Sportu i Rekreacji w Turku i miał kompozycję kolażu. Wcześniej uczestnicy festiwalu skupiali się głównie na malowaniu graffiti. Doborem artystów wykonujących malunki oraz pozyskiwaniem sponsorów zajmuje się Mateusz Gapski z Etam Crew.

### 2011: Mural inspirowany twórczością Mehoffera
W 2011 roku, za podpowiedzią Marcina Deruckiego, połączono ideę promocji miasta Turek bazującą na polichromii i witrażach Józefa Mehoffera w kościele pw. NSPJ w Turku z założeniami festiwalu SCABB. W efekcie na bloku przy ul. P.O.W. w Turku powstało pierwsze malowidło wielkoformatowe wykonane przez artystów z Etam Crew, Przemysława Blejzyka oraz pochodzącego z miasta Turek Mateusza Gapskiego. Mural przedstawia dwie postaci spadające z piedestału, zrywające płótno, które zakrywa kolorowe malowidło. Poza fragmentem witraża Józefa Mehoffera, również na ubraniach postaci namalowanych przez streetartowców odnajdziemy motywy wykorzystane w polichromii.

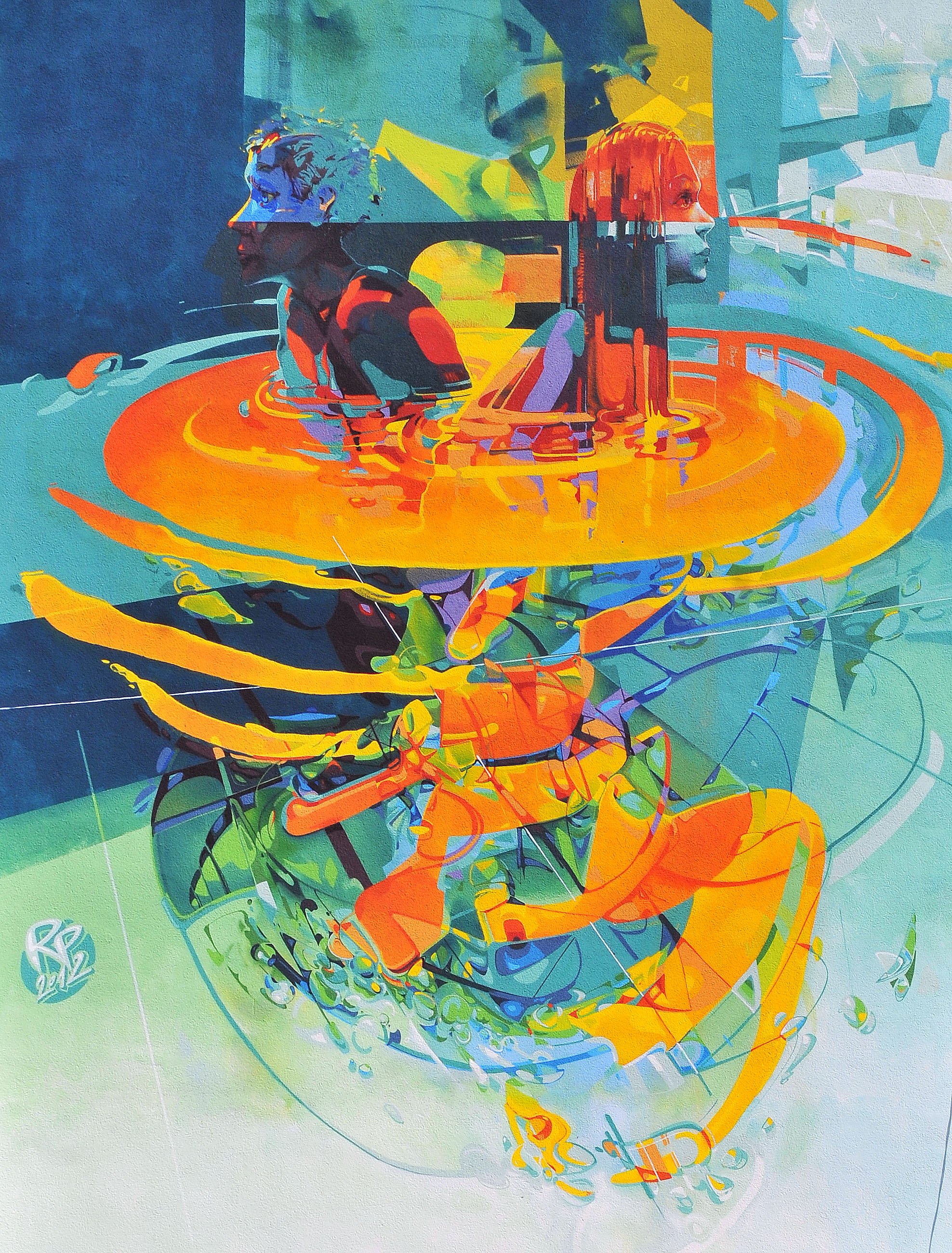
Mural namalowany podczas Festivalu SCABB 2012 w Turku

### 2012: „Człowiek współczesny, czyli ja”
W roku 2012, na elewacji kolejnego bloku przy ul. P.O.W., powstało malowidło pt. „Człowiek współczesny, czyli ja” wykonane przez Roberta Procha. Artysta po raz pierwszy tworzył mural w pojedynkę, bez korzystania z pomocy zespołu ludzi. Temat dzieła w luźny sposób nawiązuje do dzieł Józefa Mehoffera w kościele pw. NSPJ w Turku.

### 2013: „Spellbound”
Latem 2013 roku Natalia Rak wykonała w Turku mural pt. „Spellbound”. Monumentalny obraz można uznać za autoportret artystki wykonany w konwencji fantasy. Obraz ukazuje młodą kobietę (driada?) o delikatnych rysach twarzy, która wyczarowuje kolorowy kwiat. Artystka jest absolwentką Akademii Sztuk Pięknych w Łodzi.
W tym roku Turek za sprawą galerii wielkoformatowej trafił do mediów ogólnopolskich (Polsat) oraz światowych (CNN).

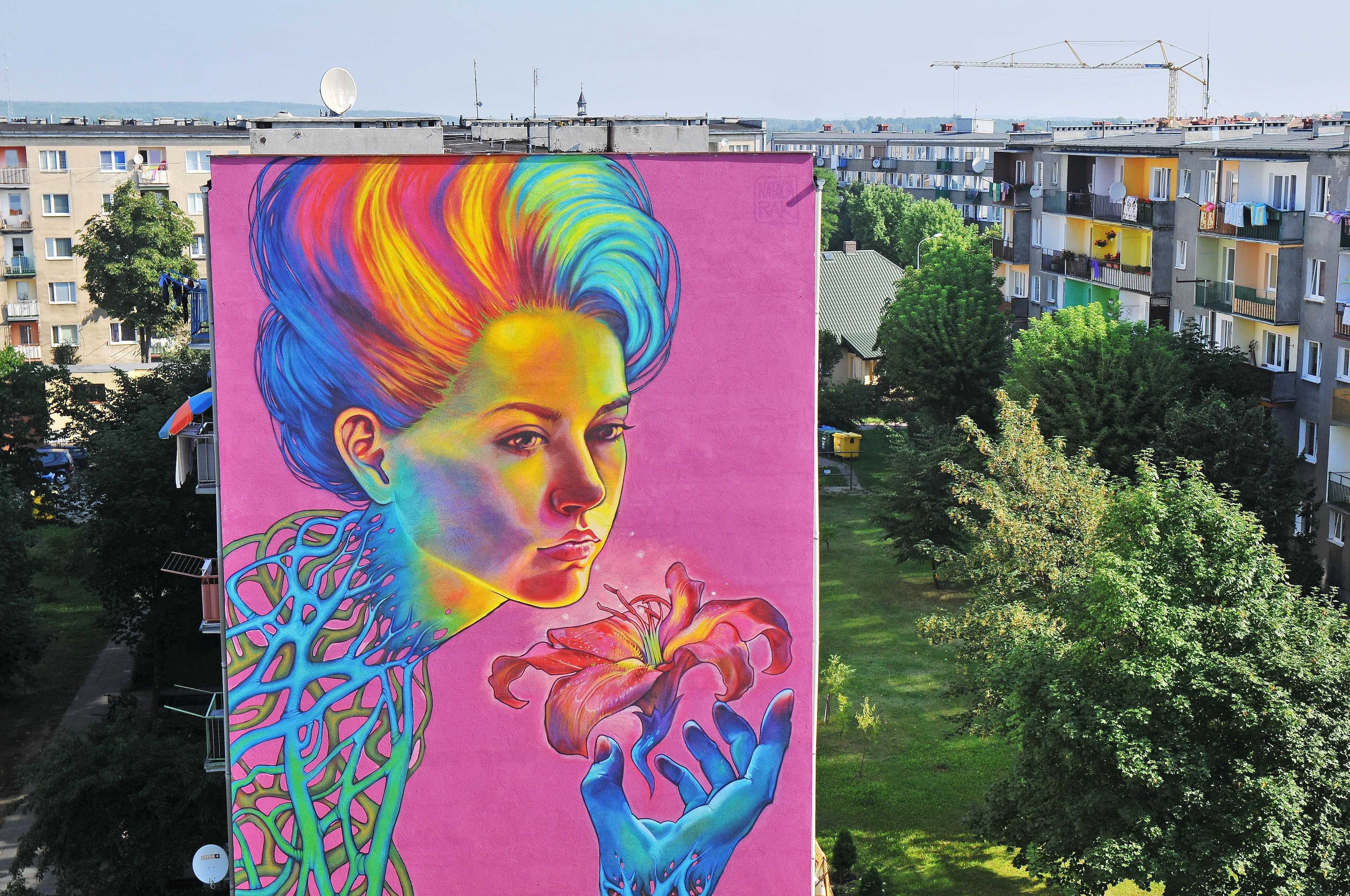
Mural namalowany podczas Festivalu SCABB 2013 w Turku

### 2014: „Vertical Farming”
Początkowo tematyka murala miała nawiązywać do tegorocznego motta festiwalu „Jesteś ruchem, dźwiękiem, słowem i obrazem”. Koncepcja obrazu uległa jednak zmianie po przybyciu do Polski artystów mających przy nim pracować. Francuscy twórcy podczas podróży do Turku ulegli urokowi polskiej wsi oraz krajobrazów okalających miasto. Obraz został namalowany na froncie bloku przy ul. P.O.W. 2 przez francusko-polską ekipę w składzie: Velvet, Zoer i Pener.

### 2015: Mural Mariusza Warasa
Autorem dzieła jest Mariusz Waras, doświadczony grafik i projektant. Ten pochodzący z Gdyni artysta streetartowy znany jest przede wszystkim z projektu m-city, czyli murali realizowanych na ścianach budynków w przestrzeniach miejskich. Powstający mural ukazuje wilka lub psa przeskakującego nad sidłami. Obraz powstał szybko (3 dni), gdyż był wykonywany metodą przygotowanych wcześniej szablonów.

## Spektakl „Człowiek współczesny, czyli Ja”
W roku 2012 podsumowaniem dwutygodniowych warsztatów stał się spektakl pt. „Człowiek współczesny, czyli Ja”, który odbył się przed Halą Sportową przy ul. Parkowej w Turku. Głównym założeniem spektaklu było pokazanie celowości wszystkich warsztatów przeprowadzonych w trakcie SCABB 2012. Wydarzenie było grande finale, które miało w sposób syntetyczny ukazać, że zajęcia te mają praktyczne zastosowanie, nie są od siebie oderwane tematycznie, a ich efekty można przedstawić w formie jednego, wspólnego przedsięwzięcia.
W wydarzeniu wzięli udział młodzi beneficjenci warsztatów, a także sami instruktorzy. Trzon widowiska stanowili uczestnicy warsztatów tanecznych, podzieleni na dwie grupy: „dobra” oraz „zła”. Dynamiczny taniec symbolizował wewnętrzny konflikt toczący się wewnątrz współczesnego człowieka. Scena przedstawiona przez członków grupy teatralnej, ukazywała problemy moralne obecnego świata: brak tolerancji, ciągłe zagonienie oraz obojętność na los drugiego człowieka.

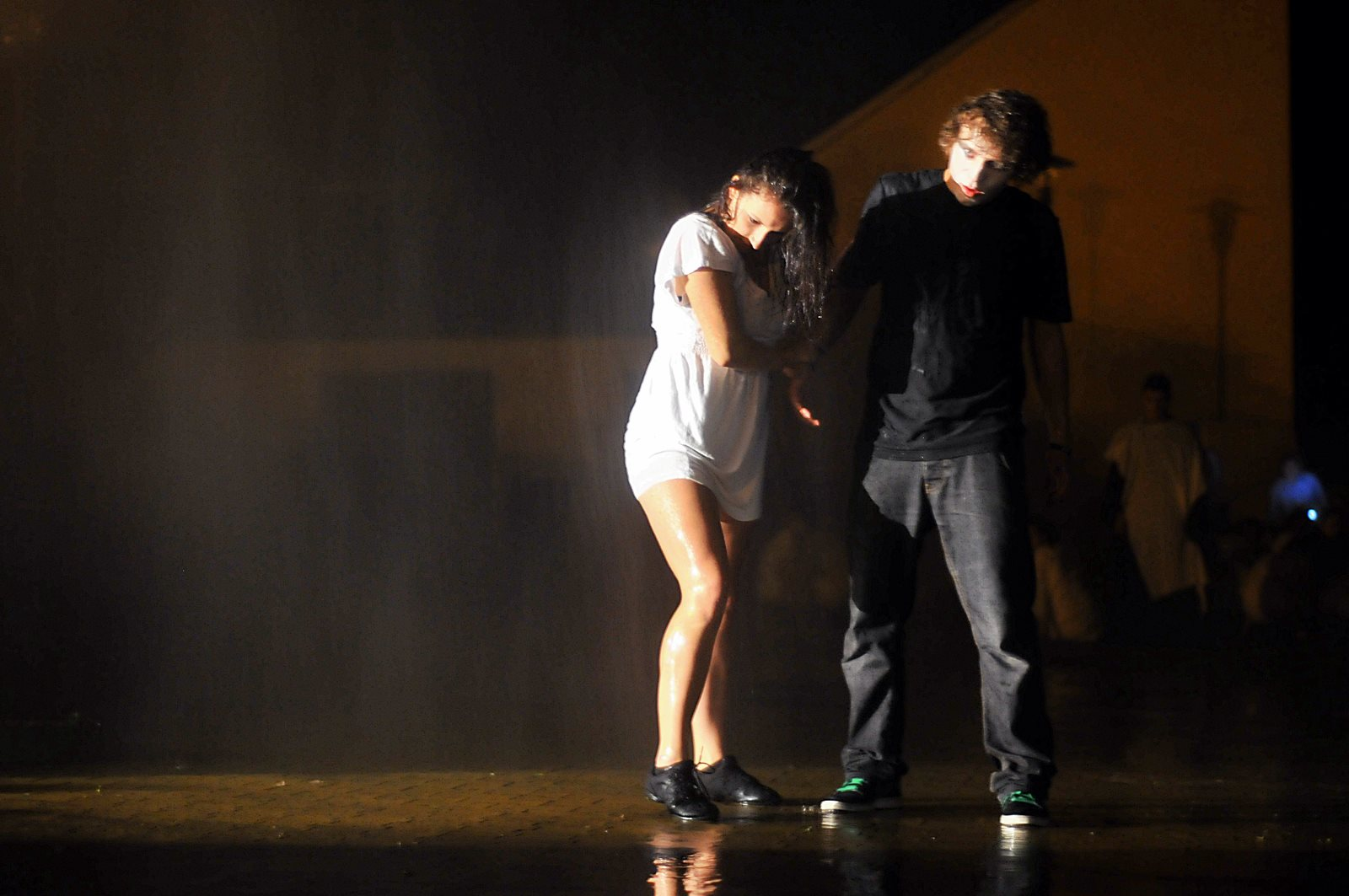
Kadr ze spektaklu „Człowiek współczesny, czyli Ja”

Tło muzyczne do całego przedstawienia zostało przygotowane przez instruktorów warsztatów DJ-sko/producenckich, Tasa i Czarnego, oraz uczestników warsztatów beatboxowych. W trakcie spektaklu została zastosowana narracja światłem, dzięki której kierowano uwagę widzów na poszczególne sceny. Gościnnie w spektaklu wystąpiła grupa Fireshow z Konina, która swoim „tańcem z płomieniami” nadała przedstawieniu jeszcze bardziej mistycznego wymiaru.

## Piknik Cooltur
Piknik Cooltur to impreza towarzysząca, zorganizowana przez stowarzyszenie „Przystań” na terenie Ośrodka Sportu i Rekreacji w Turku w ramach festiwalu SCABB. Pierwsza edycja festynu odbyła się w roku 2012 i trwała dwa dni. Pierwowzorem „Pikniku Cooltur” była impreza kulinarna pn. „Mistrzostwa Turku w gotowaniu Żurku”, zorganizowana w ramach SCABB 2010. Motywem przewodnim pierwszej edycji Pikniku była kultura fizyczna i wellness. W trakcie festynu odbyły się zawody kulinarne pn. „Pierogi na Tura Rogi” oraz siłowe pn. „Trójbój Tura”.

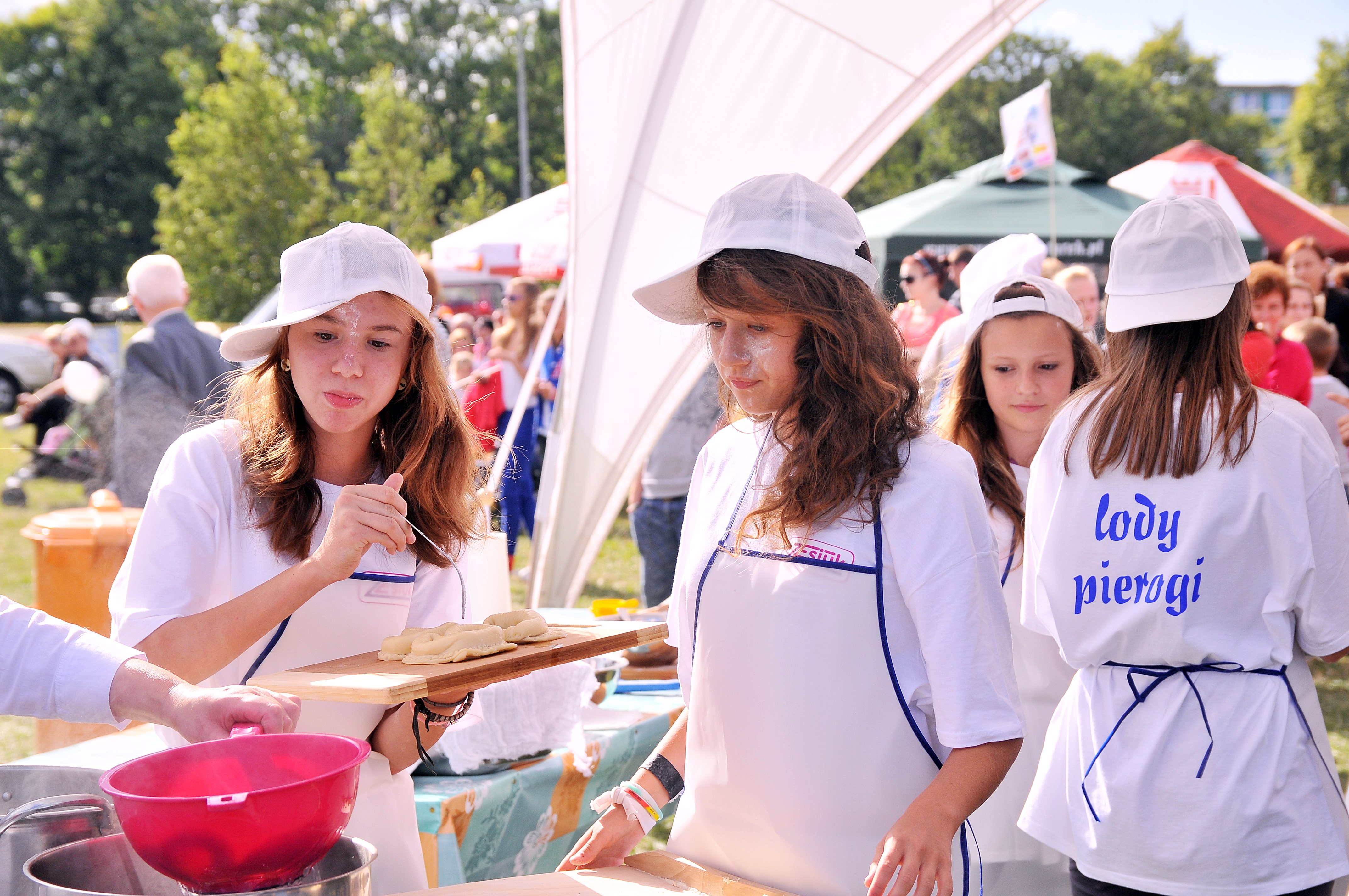
Kadr z mistrzostw gotowania pierogów „Pierogi na Tura Rogi” odbywających się w ramach Pikniku Cooltur 2012